# پی. جی. برن
پ جی برن (انگلیسی: P. J. Byrne؛ زادهٔ ۱۹۷۴ (۵۰–۵۱ سال)) یک هنرپیشه، و صدا پیشه اهل ایالات متحده آمریکا است. وی از سال ۲۰۰۱ میلادی تاکنون مشغول فعالیت بوده‌است.
از فیلم‌های معروف او می‌توان به بازی در فیلم‌های مقصد نهایی ۵، اقدامات فوق‌العاده، الوییز، خاطرات واقعی یک آدمکش بین‌المللی و گرگ وال استریت اشاره کرد.